# Rijksarchief te Leuven

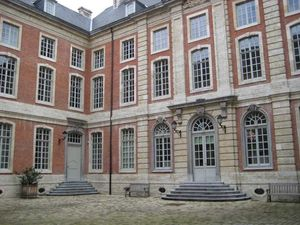
Het Villerscollege, gebouw van het Rijksarchief te Leuven in de Vaartstraat.

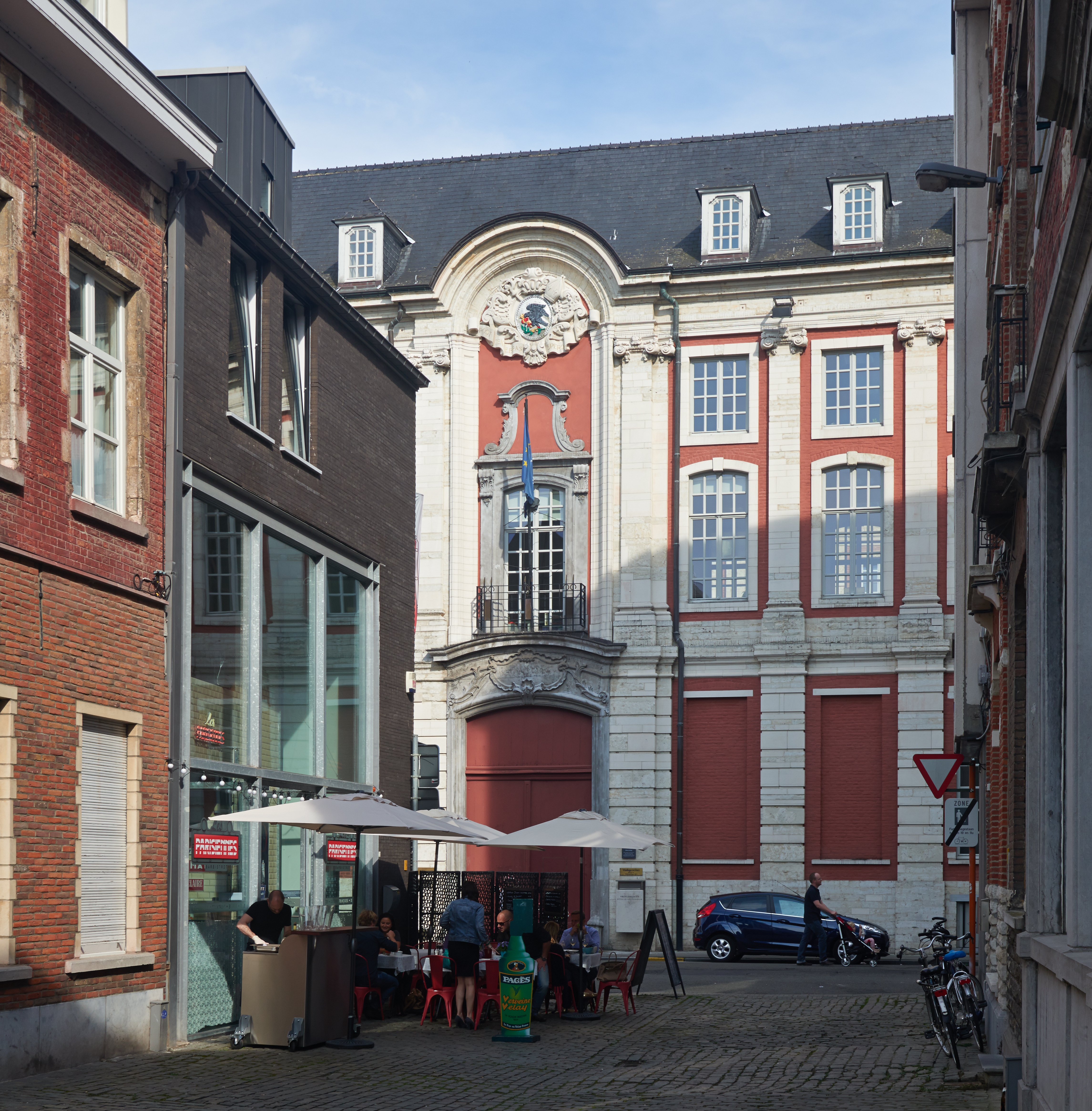
Voorgevel van het Villerscollege in de Vaartstraat

Het Rijksarchief te Leuven is een van de twintig archiefdiensten van het Belgische Rijksarchief en is gevestigd te Leuven (provincie Vlaams-Brabant).
Het Rijksarchief heeft sinds 2001 een vestiging te Leuven, als gevolg van de opdeling in 1995 van de provincie Brabant. Het Rijksarchief betrekt de kelder en gelijkvloerse verdieping van het Villerscollege, een beschermd gebouw in de Vaartstraat. Oorspronkelijk was het gebouw een refugiehuis van de abdij van Villers (in Waals-Brabant). Het stedelijk refuge van de abdij in Leuven diende tot verblijf van de jonge monniken die in de stad theologie studeerden. In 1660 werd het door abt Dionysius van Zevendonck omgevormd tot het universitaire college van Villers. Het college werd in de 18e eeuw volledig heropgebouwd in rococo-stijl en in 1991 en 2001 gerenoveerd. Het gebouw biedt plaats aan meer dan 50 kilometer archief. Behalve van het Rijksarchief is het Villerscollege ook de locatie van het vredegerecht van de drie Leuvense kantons binnen het gerechtelijk arrondissement Leuven. 
Studenten, vorsers, amateurgenealogen of -historici kunnen in het Rijksarchief een zeer breed gamma aan documenten raadplegen, met inachtneming van de wettelijke bepalingen in verband met de bescherming van de persoonlijke levenssfeer.

## Archieven
Het Rijksarchief te Leuven bewaart ongeveer 8 kilometer archief in verband met de provincie Vlaams-Brabant:
- archief van plaatselijke en regionale overheidsinstellingen uit het ancien régime: tolhuizen van Leuven, Tienen en Vilvoorde, heerlijkheden van Attenrode-Wever en Sint-Pieters-Rode, schepenbanken, gilden, wezenkamer van Leuven, enz.
- archief van buitendiensten van de overheid.
- archief van regionale overheden.
- gemeentearchief.
- minuten, repertoria en indexen van de notarissen J. De Wint (Overijse, 1681-1726), F. Abrassart (Sint-Martens-Lennik, 1830-1879), J. Adriaenssens (Steenhuffel, 1763-1786), enz.
- parochieregisters en registers van de burgerlijke stand.
- kerkelijk archief van Vlaams-Brabant: Jezuïetencolleges van Leuven en Halle, begijnhof van Zoutleeuw, enz.
- cultureel archief: archief van de bioscopen Casino, Flora en Patria te Diest, enz.
- archief van families die een belangrijke maatschappelijke rol hebben gespeeld.
- bedrijfsarchief: brouwerijen Artois, Van Tilt Zusters, Breda, Belle-Vue en Sint-Antonius, architect Stas (Tienen), enz.